# Міхал Боні
Міхал Ян Боні (пол. Michał Jan Boni; 10 червня 1954, Познань, Великопольське воєводство, Польща) — польський соціолог і політик. В 1990 році та в період з 1992 по 1993 заступник держсекретаря Міністерства праці та соціальної політики; в 1991 році міністр Міністерства праці та соціальної політики; з 2011 по 2013 року міністр Міністерства адміністрації і цифризації Польщі, а також депутат Європейського парламенту з 2014 року.

## Біографія
Міхал Боні народився 10 червня 1954 року у місті Познань, що розташоване у Великопольському воєводстві. Навчався в ліцеї ім. Болеслава Пруса, де його однокласником був — Пйотр Глинський. Закінчив Варшавський університет, де після цього протягом багатьох років читав лекції на відділенні Польської культури. З 1980 року брав участь в підпільному русі «Солідарність». З 1987 року голова Варшавського університету. З березня 1993 по 1989 рік обіймав посаду головного редактора підпільної щотижневої газети — «Воля». В 1991 році був назначений на посаду міністра праці та соціальної політики, а з 1992 по 1993 рік обіймав посаду заступника держсекретаря того ж міністерства, де відповідав за державну політику на ринку праці. З січня 2008 року розпочав працювати на посаді держсекретаря в канцелярії прем'єр-міністра. В 2009 році отримав призначення на посаду члена-міністра Ради міністрів, а також голови Постійного комітету Ради міністрів. В період з 2011 по 2013 рік обіймав посаду міністра Міністерства адміністрації та цифризації Польщі. Серед його досягнень була розробка та впровадження урядової програми «Digital Poland 2014—2020», мата якої — допомога розвитку інтернету в Польщі; проведення реформи суспільного телебачення та його переведення на цифрове мовлення; підтримка набуття цифрових навичок серед пристарілого населення, та впровадження цифрового програмування серед молоді. Після організації в 2012 році Ради «з питань попередження расової дискримінації, ксенофобії та пов'язаної з ними нетерпимості» протягом деякого часу обіймав посаду голови. На даний момент працює у напрямі розробки та впровадження основ співпраці між Польщею та Україною з питань кібернетичної безпеки.

### Скандал зі «Списком Мацеревича»
На початку 90-х років начальник Служби військової контррозвідки Антоній Мацеревич склав список, до якого увійшли, на його думку, особи, що співпрацювали з комуністичним режимом та спецслужбами тих часів. До цього документу, що отримав назву "Список Мацеревича", потрапив і Боні. Після цього різні журналісти почали публікувати відомості про причетність Боні до політичного відділу Служби безпеки ПНР. Завдяки журналістському розслідуванню стало відомо про те, що 15 лютого 1988 року Міхел Ян Боні був завербований агентами відділу політичної безпеки при Службі безпеки Польської національної республіки, та отримав кодове прізвище — «Znak» (реєстраційний номер — 54946). Протягом тривалого часу Боні спростовував цю інформацію, до поки в 2007 році не виступив з офіційним роз'ясненням в телепрограмі ТОК FM. Згідно його версії в 1985 році на квартиру його майбутньої дружини навідались офіцери Служби безпеки ПНР, а вже потім вони почали шантажувати Міхала. Серед іншого була погроза забрати їх трирічну доньку до дитячого інтернату, а також розповсюдження інформації про те, що Боні має коханку, та невірний у шлюбі. Після цього в 1987 році він ухвалив рішення про співпрацю. Однак, з його слів він не повідомляв будь-яких відомостей про свої друзів з підпільної на той час організації, що започаткувала рух — «Солідарність».

## Нагороди
- орден Відродження Польщі (Командорський хрест, 3-й клас);
- орден «За заслуги» III ступеня (Україна, 2015)[12].

## Публікації
- Stanisława Golinowska, Michał Boni. «W trosce o pracę. Raport o Rozwoju Społecznym: Polska». UNDP Poland: 2004. ISBN 9788387885748
- Michał Boni. «Konkurencyjna Polska: jak awansować w światowej lidze gospodarczej?: rekomendacje». Fundacja Gospodarki i Administracji Publicznej: 2014. ISBN 9788389410528